# Aleksandra Strelkova
Aleksandra Strelkova (Nizhny Nóvgorod, Rusia, 1833-1902), de nombre de soltera Aleksandra Talanova, fue una actriz de teatro rusa, hermana de la también actriz Khioniya Talanova (1822-1880), quien fue una estrella en el teatro Maly de Moscú entre 1860 y 1880.

## Carrera artística
Debutó en Kazán en 1852, y enseguida llegó a convertirse en una de las principales actrices dramáticas de la escena rusa. Actuó en el teatro nacional de Moscú y en el teatro Alexandrinsky de San Petersburgo.